# 양쯔강자라
양쯔강자라(중국어:斑鱉, 한어 병음:bān bīe)는 중국과 베트남에 서식하는 자라의 종류이다. 현재 베트남의 야생에 두 마리, 중국의 동물원에 수컷 한 마리로 총 세 마리밖에 남지 않은 멸종위기종이다.(2019년 4월 중국 동물원의 성별이 확인된 마지막 암컷이 죽었다.) 잡식성이다. 근연종인 호안끼엠자라는 멸종하였다.
중국 후난성 창사(長沙)의 동물원에는 80살이 넘은 암컷 자이언트 양쯔자라가, 장쑤성 쑤저우(蘇州)의 동물원에는 100살이 넘은 수컷 양쯔자라가 살고 있다. 이 두 마리를 교배시키고 있지만 나이가 많은 탓에 아직 새끼를 낳지는 못했다.